# Кафедральний собор Різдва Христового (Одеса)
Кафедральний собор Різдва Христового — соборний храм Одеської єпархії Православної церкви України (до 2018 року — УПЦ КП). Розташований в Одесі на вулиці Пастера 5а.
Настоятель — архієрей Афанасій (Яворський).

## Історія
Храм є частиною так званого Циркульного корпусу — карантинної лікарні Одеського порту, зведеної у 1804—1807 Жан-Франсуа Тома де Томоном. У 1814 році в правому крилі лікарні було відкрито церкву, де відспівували померлих. У голодні роки вона була притулком для знедолених людей.
За радянських часів частину храму займала лікарня. Лише у 1990-х роках приміщення вдалося повернути і відновити храм. На жаль, документів про те, яким він був раніше, не збереглося. Оригінальний розпис на стінах та іконостас були знищені, тому відновлення храму довелось робити фактично з нуля, замовляти вівтар у житомирських майстрів, по-новому розписувати стіни.
У 2013 році храм отримав статус кафедрального собору за вказівкою Патріарха Київського і всієї Руси-України Філарета. З цього часу одеський храм Різдва Христового став центральним храмом Київського патріархату в Одеській області.

## Галерея

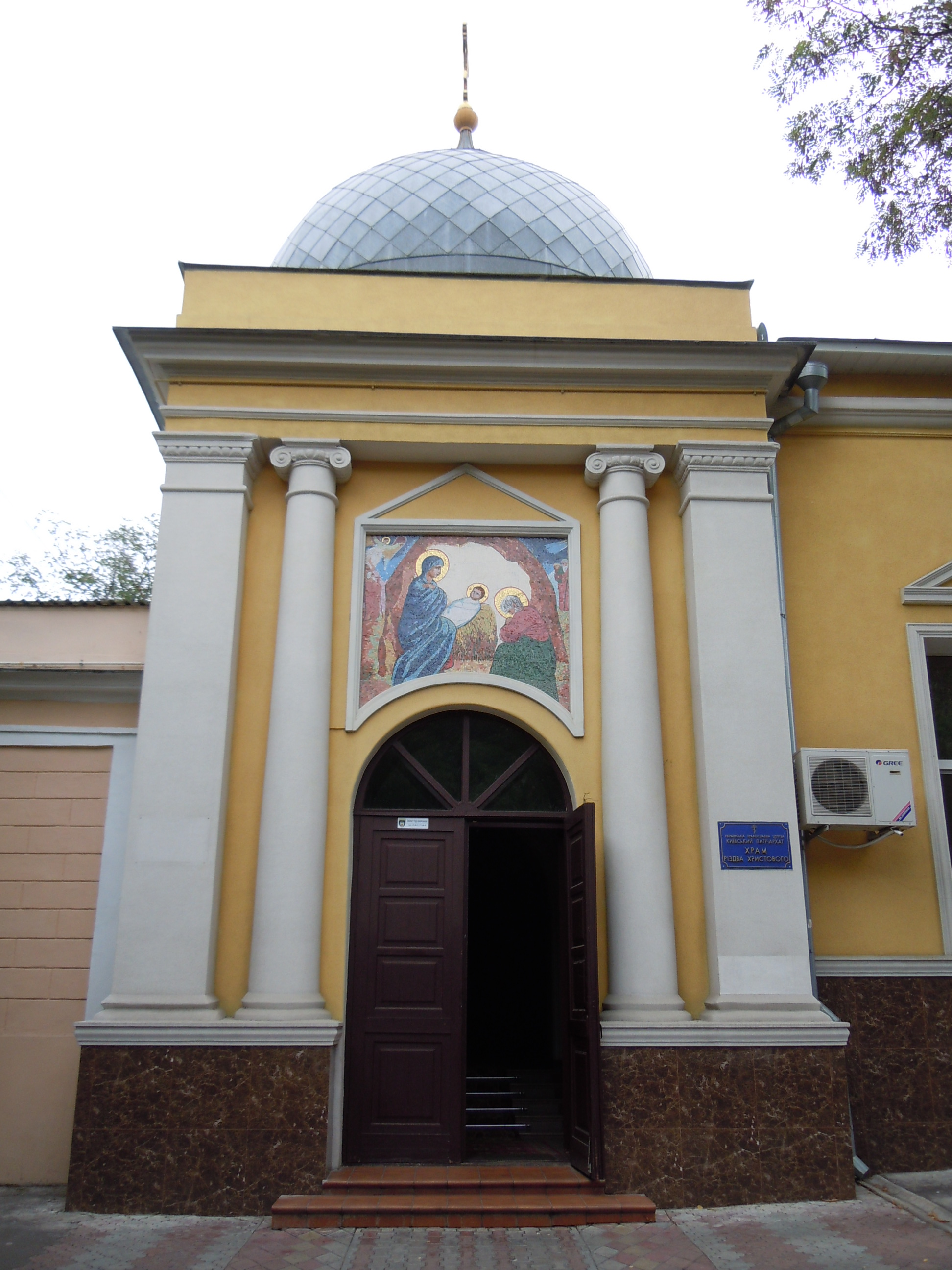
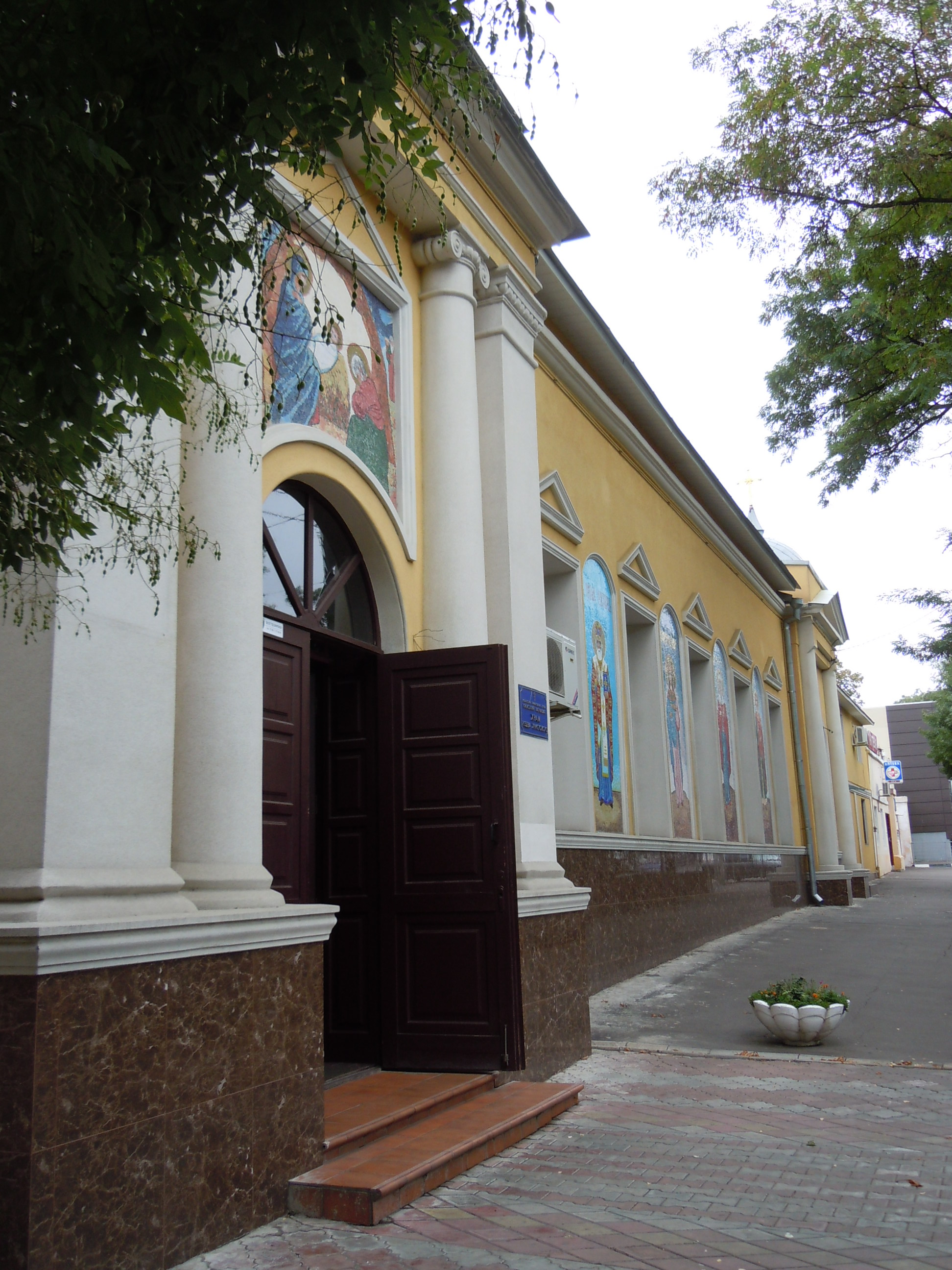
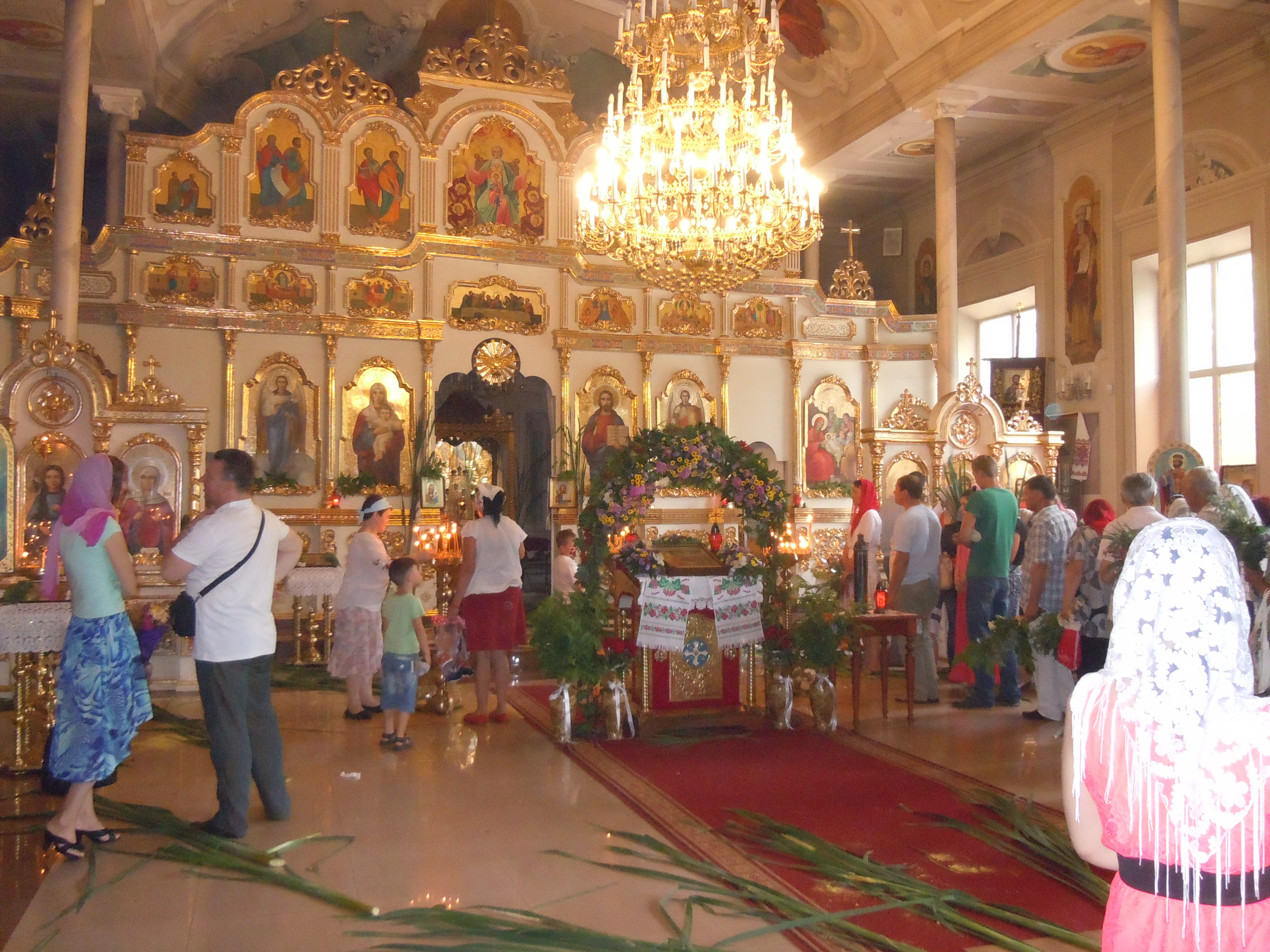
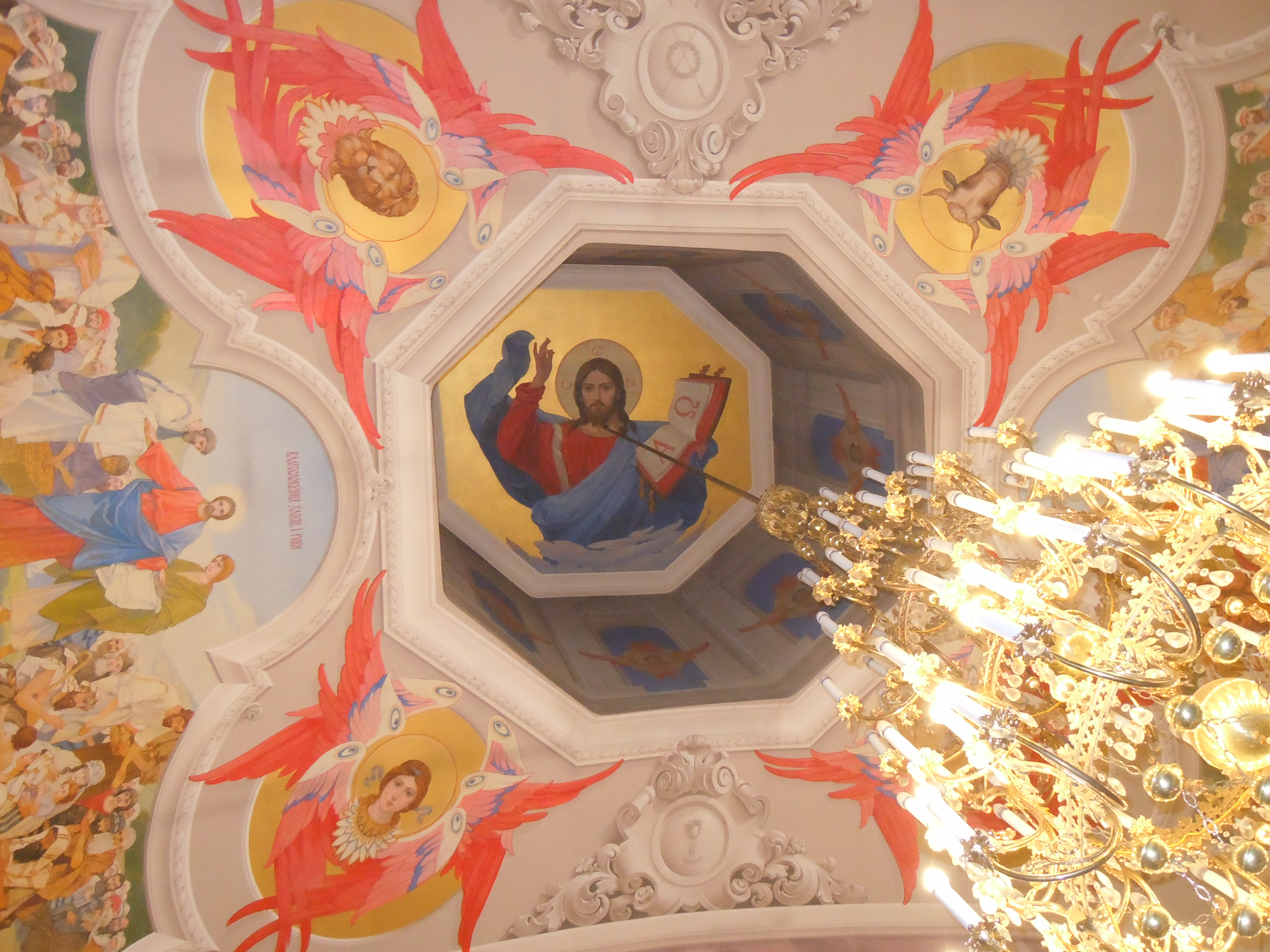
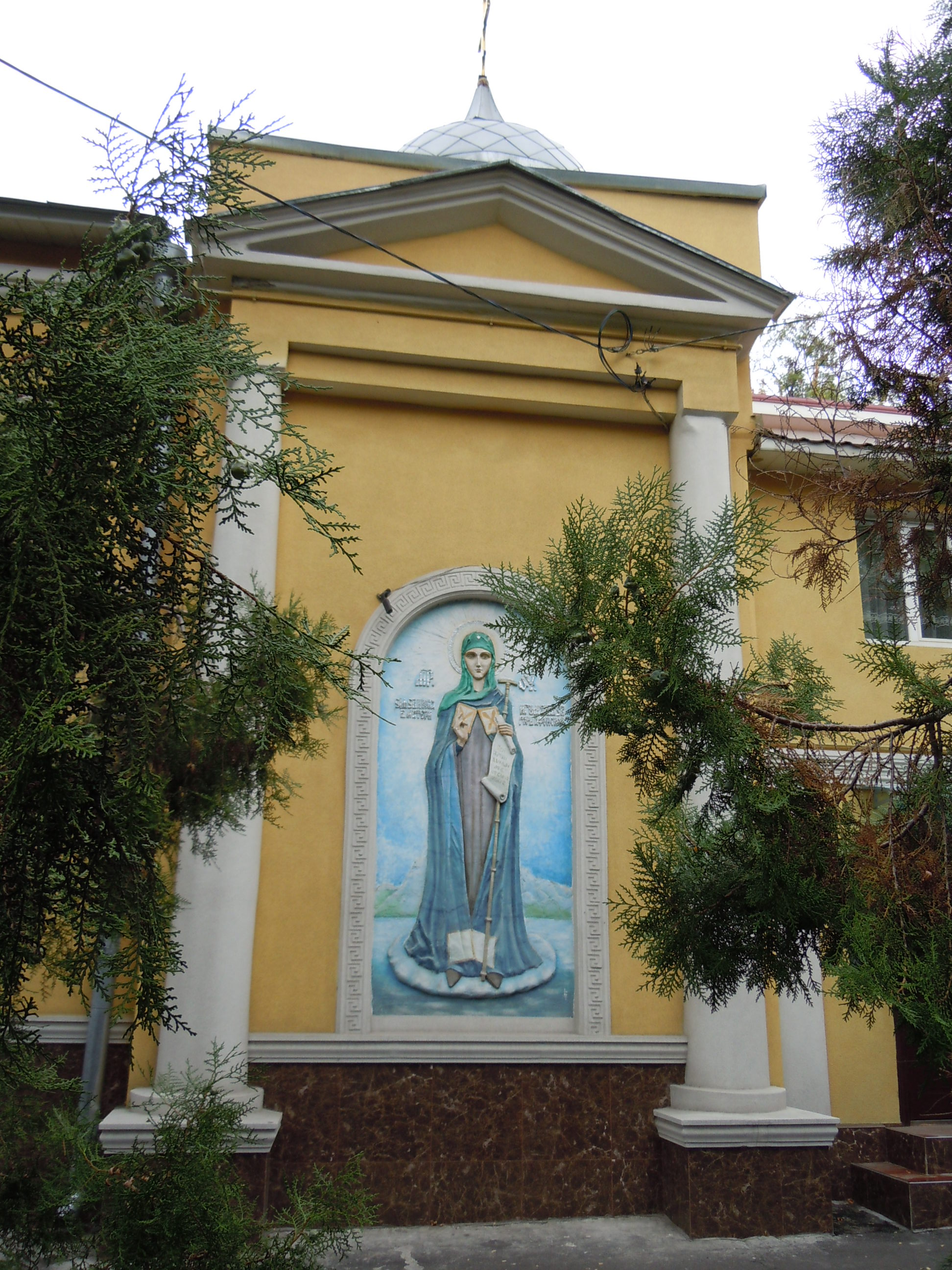